# 偽豪宅

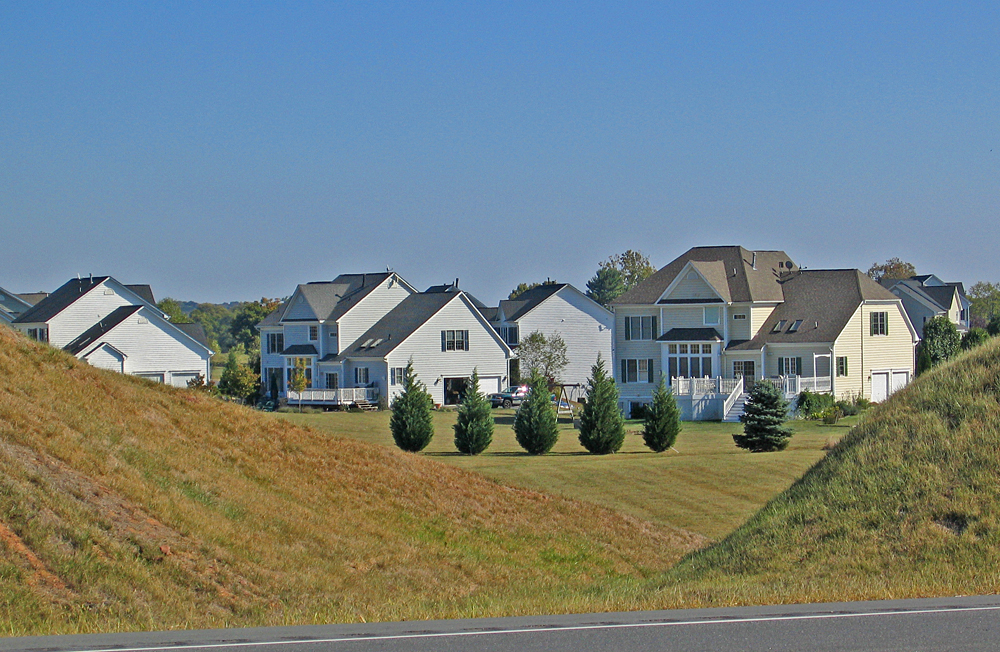
屹立於美國維珍尼亞州市郊的一系列麥豪宅

偽豪宅相對於真正的豪宅是以廉價建材和手工大量建造再以高價銷售的住宅，其內外的裝潢都被設計師和媒體批評為庸俗浮誇，甚至違反實用和審美將不搭調的建築元素東拼西湊。

## 美國
在美國，用來標籤偽豪宅的時髦名詞「McMansion」（麥豪宅）始見於1980年代媒體以形容市郊住宅區那些佔地龐大的低俗大宅，其後迅速被主流媒體如洛杉磯時報和紐約時報借用。這個新詞相信是結合了連鎖快餐廳麥當勞各餐的開頭「Mc（麥）」和「Mansion（宅邸）」以諷刺這些住宅的質素如同快餐般低廉。

## 香港
在香港，偽豪宅亦指那些為了鑽建築條例漏洞卻違反實用原則設計、或面積極為細小卻包裝成豪宅推銷的住宅，這類圖則（平面圖）被香港媒體戲稱為「奇則」，取廣東話「奇蹟」的諧音。